# 1915
1915 (MCMXV) a fost un an obișnuit al calendarului gregorian, care a început într-o zi de vineri.

## Evenimente

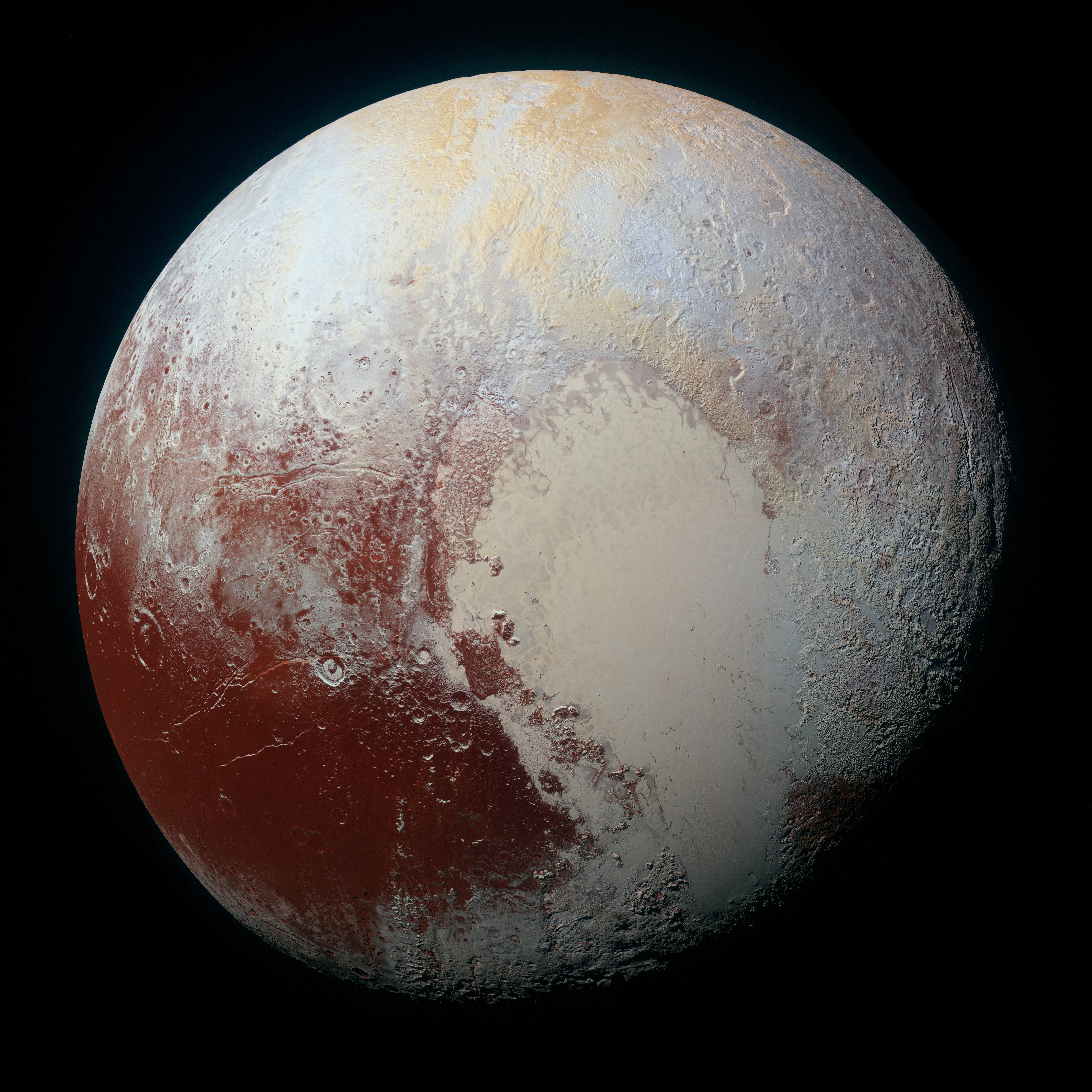
19 martie: Planeta Pluto este fotografiată pentru prima dată, dar nu este recunoscută ca planetă.

### Ianuarie
- 1 ianuarie: Societatea Studenților în Medicină din București aniversează 40 de ani de la înființare, sub conducerea lui Victor Papilian.
- 13 ianuarie: Are loc un cutremur de 6,8 grade Richter la Avezzano, în Italia. 32.610 decese.
- 18-22 ianuarie: Primul Război Mondial. Bătălia de la Cârlibaba (Bucovina).
- 24 ianuarie: A 56-a aniversare a Unirii este sărbătorită sub lozinca „Unirea de ieri, Unirea de mâine”.
- 27 ianuarie: Marina Statelor Unite ocupă Haiti.
- 27 ianuarie: Președintele chinez, Yuan Shikai, se declară împărat.

### Martie
- 19 martie: Planeta Pluto este fotografiată pentru prima dată, dar nu este recunoscută ca planetă.

### Aprilie
- 22 aprilie: Primul Război Mondial: Primul atac cu gaze asfixiante din Primul Război Mondial, efectuat de germani pe frontul din Flandra.

### Mai
- 7 mai: Primul Război Mondial: Pachebotul,  RMS Lusitania, este scufundat de submarinul german, U-20, pe timp de ceață, la șase zile după ce plecase din New York cu destinația Liverpool. Au fost înregistrate 1.198 decese.
- 30 mai: Primul genocid al secolului XX, comis prin aplicarea Ordinului general de deportare a armenilor din Imperiul Otoman spre deșerturile din Siria și Irak. Sute de mii de oameni aveau să moară în urma epidemiilor.

### Iunie
- 5 iunie: Danemarca modifică constituția pentru a le permite și femeilor să voteze.

### Octombrie
- 5 octombrie: Primul Război Mondial: Bulgaria intră în război împotriva Serbiei.
- 23 octombrie: 25.000 de femei participă la marșuri de protest la New York, solicitând dreptul de a vota.

### Nedatate
- 1915-1916: Primul Război Mondial. Campania de la Gallipoli. Operațiune eșuată, condusă de britanici împotriva Imperiului Otoman.
- Populația României este de 7,9 milioane de locuitori.
- Primul Război Mondial: Italia intră în război de partea Antantei.
- Producția de petrol a României este de 1.673.145 tone (mai mică decât în 1913 și 1914) fiind pe locul 3 în lume după SUA și Rusia.

## Arte, științe, literatură și filozofie
- 15 martie: Are loc la București prima audiție a Simfoniei a II-a în La major op. 17 de George Enescu dirijată de compozitor.
- 25 noiembrie: Albert Einstein formulează teoria relativității generale.
- 20 decembrie: Prima audiție, la Ateneul Român din București, sub bagheta lui Dimitrie Dinicu, a primului poem simfonic românesc, Acteon de Alfred Alessandrescu.
- decembrie: După 40 de ani de activitate scenică, Constantin Nottara își ia adio de la scenă interpretând Oedip rege.
- Apare Revista istorică sub directoratul lui Nicolae Iorga.
- Franz Kafka publică Metamorfoza.
- Mihail Sadoveanu publică Neamul Șoimăreștilor.

## Nașteri

### Februarie
- 2 februarie: Abba Eban, diplomat și om politic israelian (d. 2002)
- 8 februarie: Robert, Arhiduce de Austria-Este, al doilea fiu al împăratului Carol I al Austriei (d. 1996)
- 12 februarie: Vasili Nikolaevici Ajaev, scriitor rus (d. 1968)

### Martie
- 28 martie: Emil Gavriș, interpret român de muzică populară (d. 1989)

### Aprilie
- 1 aprilie: Hans Liebherr, constructor german de utilaje, fondatorul Grupului Liebherr (d. 1993)
- 2 aprilie: Gică Petrescu (n. Gheorghe Petrescu), interpret român de muzică ușoară și lăutărescă (d. 2006)
- 4 aprilie: François Chamoux, arheolog, istoric elenist și filolog francez (d. 2007)
- 7 aprilie: Billie Holiday (n. Eleanora Fagan), cântăreață americană de jazz (d. 1959)
- 21 aprilie: Anthony Quinn, actor american de film, de etnie mexicană (d. 2001)

### Mai
- 1 mai: Hanns-Martin Schleyer, șeful patronatelor vest-germane (d. 1977)
- 6 mai: George Orson Welles, regizor, actor și producător american de film (d. 1985)

### Iunie
- 3 iunie: Constantin Năstase, general român (d.2023)
- 10 iunie: Saul Bellow, scriitor de etnie canadiană, laureat al Premiului Nobel (d. 2005)
- 13 iunie: John Donald Budge, jucător american de tenis (d. 2000)
- 16 iunie: John Wilder Tuckey, statistician american (d. 2000)

### August
- 1 august: Gellu Naum, scriitor român (d. 2001)
- 29 august: Ingrid Bergman, actriță suedeză de film și teatru (d. 1982)

### Septembrie
- 28 septembrie: Ethel Rosenberg (n. Ethel Greenglass), spioană americană în favoarea URSS (d. 1953)

### Octombrie
- 17 octombrie: Arthur Asher Miller, dramaturg american (d. 2005)

### Noiembrie
- 25 noiembrie: Augusto Pinochet (n. Augusto José Ramón Pinochet Ugarte), al 30-lea președinte al statului Chile (1974-1990), (d. 2006)

### Decembrie
- 9 decembrie: Elisabeth Schwarzkopf, solistă de operă germană de etnie poloneză (d. 2006)
- 12 decembrie: Frank Sinatra (n. Francis Albert Sinatra), cântăreț și actor american de film (d. 1998)
- 19 decembrie: Edith Piaf (n. Édith Giovanna Gassion), cântăreață franceză (d. 1963)

## Decese
- 4 ianuarie: Anton Alexander von Werner, 72 ani, pictor german (n. 1843)
- 13 martie: Serghei Witte, 65 ani, om politic rus (n. 1849)
- 23 aprilie: Rupert Brooke, 27 ani, poet britanic (n. 1887)
- 20 august: Paul Ehrlich, 61 ani, om de știință german de etnie evreiască, laureat al Premiului Nobel (1908), (n. 1854)
- 28 noiembrie: Neculai Culianu, 83 ani, matematician și astronom român (n. 1832)
- 19 decembrie: Alois Alzheimer, 51 ani, psihiatru și neuropatolog german (n. 1864)

## Premii Nobel
- Fizică: William Bragg (Anglia), Lawrence Bragg (Australia)
- Chimie: Richard Martin Willstätter (Germania)
- Medicină: Premiul în bani a fost alocat Fondului Special aferent acestei categorii
- Literatură: Romain Rolland (Franța)
- Pace: Premiul în bani a fost alocat Fondului Special aferent acestei categorii.